# W cieniu dobrego drzewa
W cieniu dobrego drzewa (ang. A Patch of Blue) – amerykański film z 1965 roku w reżyserii Guya Greena. Film w 1966 roku był nominowany do Oskara w pięciu kategoriach (ostatecznie otrzymał jedną statuetkę), jak też do nagrody Złotego Globu w sześciu kategoriach (ostatecznie otrzymał również jedną statuetkę). Był także nominowany do innych nagród filmowych, w tym do nagrody BAFTA. Film podejmuje tematykę segregacji rasowej i nietolerancji, stanowiąc głos reżysera przeciwko rasizmowi.